# 아베 가이토 (1999년 9월)
아베 가이토(일본어: 阿部 海大, 1999년 9월 18일~)는 일본의 축구 선수이다.

## 구단 경력
그는 2018년 J2리그의 파지아노 오카야마에 입단했다. 2023년 블라우블리츠 아키타로 임대 이적했다. 2024년 파지아노 오카야마로 복귀했다. 2024년 J2리그 5위를 기록하여 J1리그로 승격했다.